# 帕武武島

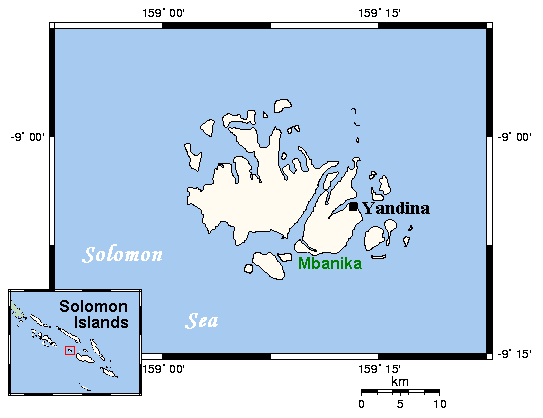
拉塞爾群島，帕武武島位於左側

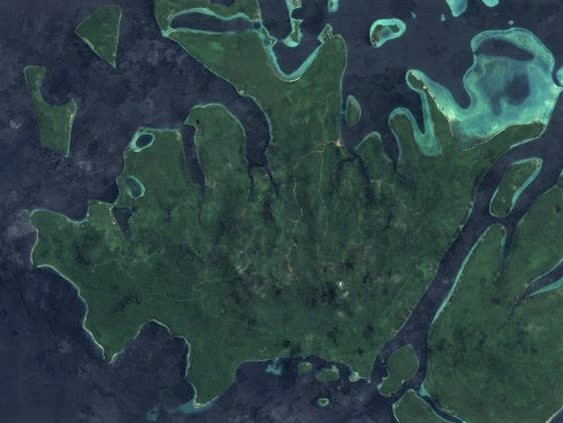
帕武武島的衛星圖

帕武武島是所羅門群島的島嶼，屬於拉塞爾群島的一部分，由中部群島省負責管轄，位於瓜達爾卡納爾島的西北方，面積120平方公里，島上完全被椰子樹覆蓋。
9°4′S 159°6′E / 9.067°S 159.100°E